# Bạc chloride
Bạc chloride là một hợp chất vô cơ màu trắng, dẻo, nóng chảy (có thể màu nâu vàng) và sôi không phân hủy có công thức hóa học AgCl. AgCl rất ít tan trong nước, không tạo nên tinh thể ngậm nước (hydrat hóa). Nó không bị axit mạnh phân hủy, nhưng nó phản ứng với kiềm đặc, amonia. Nó tan được nhờ sự tạo phức chất. AgCl có mặt tự nhiên trong khoáng vật clorargyrit.

## Điều chế
Bạc chloride có thể được điều chế bằng cách cho bạc và clo tác dụng với nhau.
2Ag + Cl2 → 2AgCl (150÷200 ℃)
Đơn giản hơn, có thể dễ dàng tạo ra AgCl bằng cách cho bạc nitrat tác dụng với muối chloride tan. Phản ứng này được dùng để nhận biết ion Cl−.
AgNO3 + NaCl → AgCl↓ + NaNO3

## Sử dụng
- Bạc chloride được dùng để làm giấy ảnh do nó phản ứng với các photon để tạo ra ảnh ẩn và thông qua khử bằng ánh sáng.
- Điện cực bạc chloride là điện cực tham chiếu phổ biến trong điện hóa học.
- Độ hòa tan rất kém của bạc chloride làm cho nó trở thành phụ gia hữu ích cho các men sứ để tạo ra "ánh Inglaze".
- Bạc chloride từng được dùng làm thuốc giải ngộ độc thủy ngân, có tác dụng hỗ trợ trong việc loại bỏ nguyên tố này.
- Bạc chloride thường được dùng trong mắt kính của kính đổi màu, do nó có thể chuyển hóa thuận nghịch thành bạc kim loại và ngược lại dưới tác động của ánh sáng.
- Bạc chloride thường được dùng để tạo ra các sắc thái màu vàng, hổ phách và nâu trong sản xuất kính màu.
- Bạc chloride được dùng trong băng gạc và các sản phẩm làm lành vết thương.

## Hợp chất khác
AgCl còn tạo một số hợp chất với NH3, như:
- AgCl·2NH3 là chất rắn màu trắng, ở 37,7 °C (99,9 °F; 310,8 K), nó sẽ bị mất toàn bộ amonia;[1]
- AgCl·3NH3 là tinh thể không màu, không bị ảnh hưởng bởi ánh sáng.[2]

AgCl còn tạo một số hợp chất với N2H4, như AgCl·⅓N2H4 là tinh thể hình kim không màu.
AgCl còn tạo một số hợp chất với CS(NH2)2, như AgCl·2CS(NH2)2 là tinh thể hình kim không màu, nóng chảy ở 170–171 °C (338–340 °F; 443–444 K) tạo ra chất lỏng trong suốt, đến 180 °C (356 °F; 453 K) thì bị phân hủy thành bạc sulfide. Khối lượng riêng của nó là D = 2,21 g/cm³.
AgCl còn tạo một số hợp chất với CSN3H5, như AgCl·CSN3H5 là tinh thể không màu, D = 2,58 g/cm³.
AgCl còn tạo một số hợp chất với CSe(NH2)2, như AgCl·2CSe(NH2)2 là tinh thể hình kim màu trắng.